# Patrick Dewaere
Patrick Dewaere (Saint-Brieuc, Côtes-d'Armor, 26 de janeiro de 1947 — Paris em 16 de julho de 1982) foi um ator francês.

## Biografia
Nascido Patrick Jean Marie Henri Bourdeaux, filho da atriz Madeleine (Mado) Maurin,  Patrick Dewaere pertencia a uma família de artistas. Já em 1950, aos três anos, faz sua estreia no palco do teatro de Chaillot, com a peça Primerose de Robert de Flers. Ele e seus meios-irmãos - Jean-Pierre Maurin (1941-1996), Yves-Marie Maurin (1944-2009), Dominique Collignon-Maurin (n. 1949), Jean-François Vlérick (n. 1957) e Marie-Véronique Maurin (n. 1960) - eram conhecidos como os "petits Maurin" (pequenos Maurin). A trupe familiar atuou em numerosos filmes para cinema e TV, telenovelas, peças teatrais e radiofônicas.   Nos primeiros anos, Patrick usa nome de "Patrick Maurin". Mais tarde decide mudar seu nome artístico, baseando-se no sobrenome da bisavó materna (Devaëre), do qual ele substitui a terceira letra, trocando o "v" pelo "w". Assim, o nome de "Patrick de Waëre" já aparece em 1964, nos créditos da  mini-série Les Hauts de Hurlevent, baseada no romance Wuthering Heights (O morro dos ventos uivantes), de Emily Brontë. Mais tarde o ator adota a grafia definitiva - Dewaere.
Patrick atua  como figurante no filme Paris está em chamas? (1966), de René Clément, fazendo um jovem integrante da Resistência francesa. A partir de 1967, o público  passa  a reconhecê-lo graças à telenovela Jean de la Tour Miracle, exibida pela ORTF Télévision, na qual ele interpretará, pela primeira vez, o papel principal. Em 1971, ainda como figurante, ele aparece no filme La Maison sous les arbres, também de René Clément,  fazendo um jovem rebelde, um tanto anarquista. Mas o reconhecimento definitivo só chegaria em 1974 com Corações Loucos, de Bertrand Blier, um filme considerado muito ousado para a época.
Outro papel decisivo será em A Filha da Minha Mulher, também de Bertrand Blier, no qual Dewaere faz o personagem de um  pianista que, depois de perder a mulher em um acidente de carro, tem que tomar conta da enteada, uma menina de 14 anos, que tem uma forte atração pelo padrasto. O filme foi selecionado para Festival de Cannes de 1981 e recebeu o prêmio de melhor filme estrangeiro da Boston Society of Film Critics de 1982. Patrick Dewaere foi indicado para o César de melhor ator de 1982.

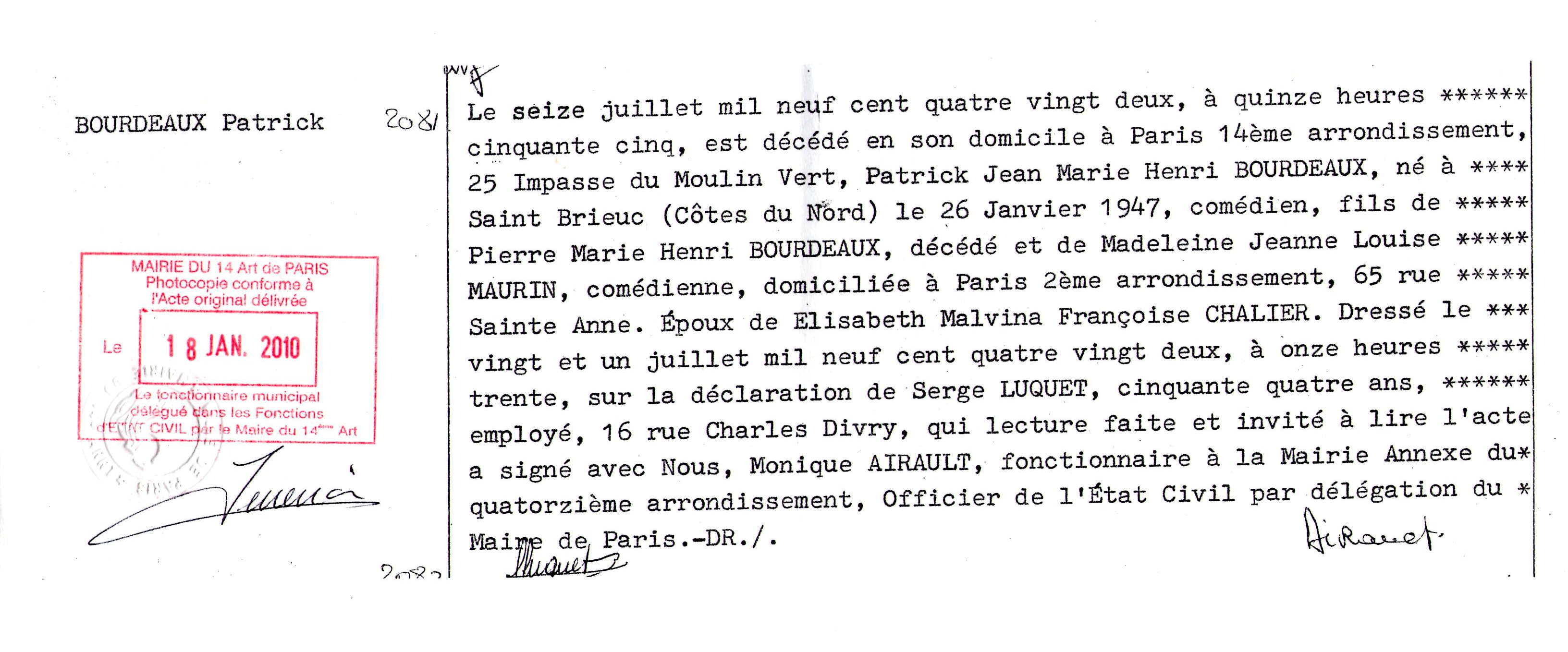
Atestado de óbito de Patrick Dewaere.

Aos 35 anos de idade, o ator se suicidou em sua casa, disparando uma bala na cabeça.
Segundo o cineasta Marcel Carné, Patrick Dewaere foi o melhor ator francês de sua geração.